# Jip van den Bos
Jip van den Bos (Oostknollendam, Wormerland, Holanda del Nord, 12 d'abril de 1996) és una ciclista neerlandesa professional des del 2015, actualment a l'equip Boels Dolmans.